# Saint-Barthélemy-le-Plain
Saint-Barthélemy-le-Plain é uma comuna francesa na região administrativa de Auvérnia-Ródano-Alpes, no departamento de Ardèche. Estende-se por uma área de 19,08 km². Em 2010 a comuna tinha 848 habitantes (densidade: 44,4 hab./km²).